# ريدأوكتين
ريدأوكتين (RedOctane) كانت شركة أمريكية لتطوير ألعاب الفيديو تأسست عام 1999 ، من أشهر ألعابها : جيتار هيرو. تم إغلاق الشركة في عام 2010.